# Vuelo 1103 de AB Aviation
El vuelo 1103 de AB Aviation (Y61103) fue una ruta aérea de pasajeros nacional regular comorense entre el Aeropuerto Internacional Príncipe Said Ibrahim de la capital Moroni y el Aeropuerto Mohéli Bandar Es Eslam de Mohéli, en las Islas Comoras. 
El sábado 26 de febrero de 2022, mientras realizaba el descenso final, el Cessna 208 Caravan que operaba el vuelo desapareció y se estrelló contra el mar frente a la Isla de Mohéli, alrededor de 2,5 km (1,6 millas) al norte del aeropuerto de Mohéli. A bordo iban 12 pasajeros y dos tripulantes. El último contacto con el vuelo fue a las 12:30. Por el momento, se han encontrado unos cuantos restos. Un día después del accidente, se encontraron otros restos, pero sin ninguna señal de supervivientes.

## Aeronave
El Cessna 208B Gran Caravana EX involucrado fue fabricado en septiembre de 2016, y en el momento del siniestro, estaba registrado como 5H-MZA. Desde febrero de 2021, pertenecía a la aerolínea privada, AB Aviation, la aerolínea más grande de Comoras. A lo largo de su historia, el avión había sido propiedad de otras seis compañías anteriormente.

## Acontecimientos

### Víctimas y reacciones
Los cuerpos de las 14 personas a bordo (12 pasajeros y dos tripulantes) se encuentran desaparecidos en el momento. Se piensa  que todos han de estar muertos. Tan solo algunos restos han sido localizados. Todos los pasajeros eran comoranos y la tripulación era tanzana.
La aerolínea se pronunció lamentando el hecho en su cuenta de Facebook y ha instalado dos centros de apoyo para atender a las familias de los desaparecidos.
Nacionalidades de las víctimas:
| País     | Pasajeros | Tripulación | Total |
| -------- | --------- | ----------- | ----- |
| Comoras  | 12        | 0           | 12    |
| Tanzania | 0         | 2           | 2     |
| Total    | 12        | 2           | 14    |

Este drama recuerda fuertemente lo sucedido en 2009 con un Airbus A310 que todavía ronda en la mente de los comoranos.        En aquel año, el vuelo 626 de Yemenia se estrelló el 30 de junio frente a Moroni con 153 personas a bordo, incluidos 70 franceses. Aquella tragedia dejó un saldo de 152 muertos. Sólo la joven Bahia Bakari, en ese entonces de 12 años, fue la única persona a bordo que sobrevivió.

### Sucesos posteriores
Unas 24 horas después del desastres, otra parte de escombros fueron encontrados en el mar. Sin embargo, no se ha encontrado señales de vida de ninguna de las persona a bordo; los cuerpos de quienes abordaron siguen todavía desaparecidos, confirmando que no hay ninguna posibilidad de que estén con vida.
"Las operaciones de búsqueda que están realizando los servicios del Estado movilizados para este fin, con el apoyo del aeropuerto de Dzaoudzi, han comenzado a encontrar los restos de la aeronave en la zona costera de Djoyezi que confirman el accidente aéreo", dijo el ministerio.
La investigación continúa el domingo bajo los auspicios del Ministerio de Transportes, en colaboración con varios servicios gubernamentales relacionados con el aire y la guardia costera nacional. Las autoridades dijeron también que habían pedido ayuda al vecino territorio francés de Mayotte.
Días después de accidente, se recuperó un cuerpo, el cual no ha podido ser identificado. La BEA (Bureau d'Enquêtes et Analyses), aceptó participar en la investigación.
Mientras no hayamos encontrado la cabina del avión, ningún elemento podrá aportar siquiera el principio de una explicación. Por el momento la BEA no ha precisado cuándo comenzará la investigación.